# George Oliver
George Charles Oliver (18 gennaio 1883 – Tampa, 20 agosto 1965) è stato un golfista statunitense.

## Carriera
Oliver partecipò ai Giochi olimpici di Saint Louis 1904, dove vinse una medaglia di bronzo nel torneo a squadre. Nella stessa Olimpiade, prese parte al torneo individuale, in cui giunse cinquantesimo.

## Palmarès
In carriera ha conseguito i seguenti risultati:
- Giochi olimpici

St. Louis 1904: una medaglia di bronzo nel torneo a squadre.